# Carlo Fontana

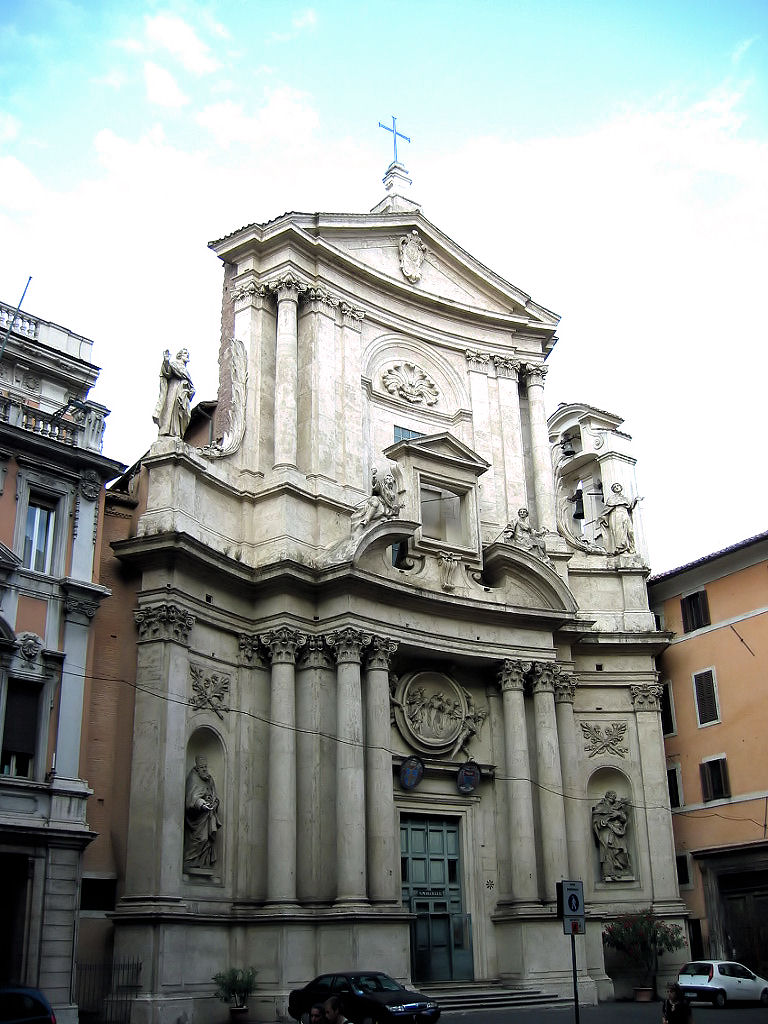
San Marcello al Corso, door Carlo Fontana

Carlo Fontana (Bruciato (kanton Ticino), 22 april 1638 - Rome, 5 februari 1714) was een Italiaans architect. Fontana was een leerling van Pietro da Cortona en van Gian Lorenzo Bernini. Fontana bouwde onder andere de doopkapel van de Sint-Pietersbasiliek in Rome (van 1692 tot 1698) en de Sint-Ignatiusbasiliek in het heiligdom van Loyola in Spanje. Ook ontwierp hij de façade van de San Marcello al Corso in Rome.

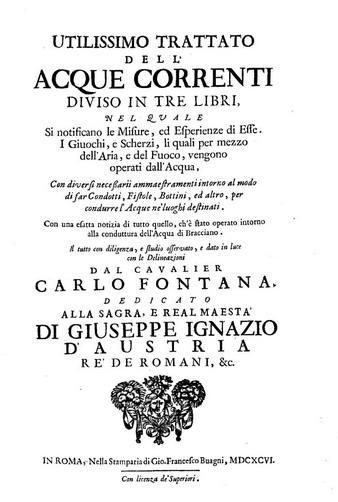
Utilissimo trattato dell'acque correnti (1696)

- Biblioteca Nacional de España: XX930396
- Bibliothèque nationale de France: cb12487448k (data)
- Gemeinsame Normdatei: 118684175
- Historisch woordenboek van Zwitserland: 024528
- International Standard Name Identifier: 0000 0000 8138 2514
- KulturNav: b2985669-cd0f-46b8-9c00-999036bdbaa8
- Library of Congress Control Number: n89660398
- Nationale Bibliotheek van Tsjechië: mzk2009510215
- Nationale Bibliotheek van Israël: 987007436786405171
- Nederlandse Thesaurus van Auteursnamen: 070479704
- Réseau des bibliothèques de Suisse occidentale: 02-A003252003
- RKD-Nederlands Instituut voor Kunstgeschiedenis: 117312
- Istituto Centrale per il Catalogo Unico: MILV236514
- LIBRIS: 209399
- SNAC: w6qv6990
- Système universitaire de documentation: 031126944
- Union List of Artist Names: 500026624
- Virtual International Authority File: 59186974
- WorldCat: E39PBJtcBqjy387Q3bdk6qr8YP